# 东向移民运动

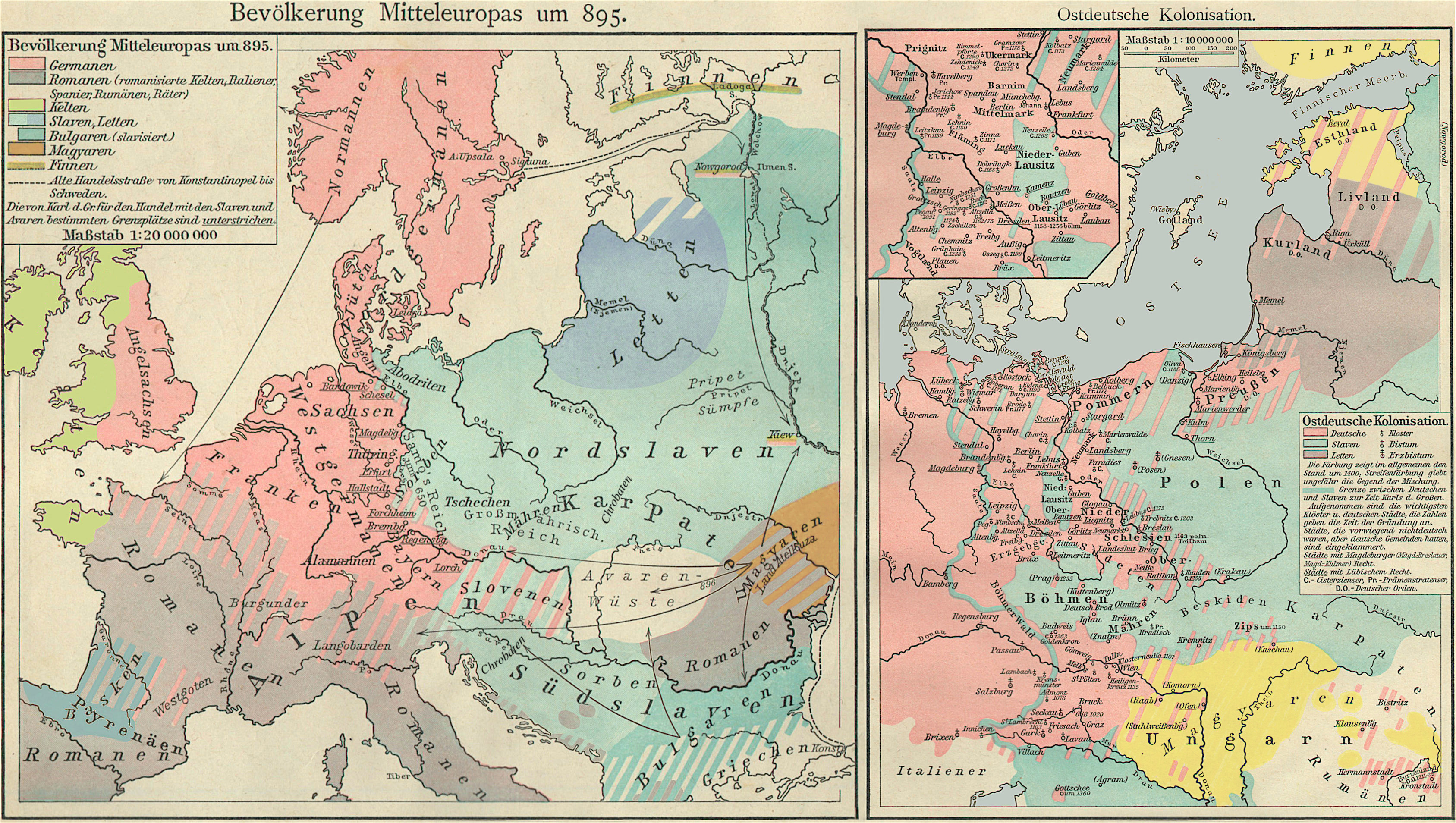
德国东向殖民，《历史学派地图集》，1893年。895年东部殖民地开始之前（左）和1400年左右过程结束时（右）的民族變化

东向移民运动（德語：Ostsiedlung），另名“日耳曼东扩”，是中世纪神圣罗马帝国内的日耳曼语族向东迁徙，进入中歐、東歐地区定居的过程。影响的区域从斯洛文尼亚至爱沙尼亚，向南进入特兰西瓦尼亚。此區域原先居住著大量波羅的人、羅馬尼亞人、匈牙利人與斯拉夫人。移民多來自莱茵兰、法兰德斯、下萨克森。此運動獲得德意志地區領主、斯拉夫國王和公爵和教會的支持。大部分移民運動都是和平的，但有時會因特殊歷史事件而變得暴力（例如北方十字軍）。在一部分上来看，东向移民运动伴随着神圣罗马帝国和条顿骑士团的扩张而进行。
14世紀中葉，移民運動因黑死病而減緩。大部分可供移民的空間亦已飽和，但直到中世紀晚期，波美拉尼亞和西里西亞當地的斯拉夫君主持續邀請德國移民移入。中世纪后期的中欧和东欧社会因此在人口、宗教、法律和农业发生重要的变化。在原先文德人的領土德裔成為大多數，使文德人最終被同化，在更東方出現許多德裔少數聚落，城鎮人口劇增。儘管人數處於少數，德國城市律法依然在那些城鎮裡面施行。20世纪，东向移民运动被德国民族主义（包括纳粹）强烈的运用于支持德国的领土扩张以及证明德意志民族优于其它非德意志民族。依照歐洲各國史學界於1972年以降所建立的初步共識，這個中世紀東向移民的拓殖史，是一項跨世紀的移民拓殖行動，其隸屬於中世紀歐洲全面性疆域開發及拓殖行動的一部分。
波茨坦會議——美國、英國和蘇聯領導人之間的會議——批准將德國人驅逐出捷克斯洛伐克、波蘭和匈牙利。隨着紅軍的推進和納粹德國在1945年的失敗，中歐、東歐和東中歐的種族構成發生了根本性的變化，幾乎所有的德國人都被驅逐出整個中歐和東歐的所有蘇聯佔領的德國定居點，但也來自奧得河-尼斯線以東的前帝國領土，主要是西里西亞、東普魯士、東勃蘭登堡和波美拉尼亞省。

## 歷史背景
公元300年700年間，因欧洲民族大迁徙中歐產生劇烈變化。羅馬帝國失去主導權，法蘭克人取而代之，法蘭克人在之前羅馬高卢省旁建立法蘭克帝國，隨後分裂為三，其中東法蘭克王國隨後成為神聖羅馬帝國，斯堪地那維亞則進入了維京時代，以貿易與掠奪影響了整個歐洲。同時斯拉夫國家興起並主導了中歐和東歐。833年大摩拉维亚公国、882基輔羅斯、965波蘭諸多斯拉夫國家分別改信基督教。
日耳曼人東向的最初動力，可能首先是有基於當時基督教會的世界觀，亦即向非基督地區傳教及強行擴張信仰範圍而起——而自8世紀後期以降，東西教會大分裂導致地緣彼此交相撻伐亦極力擴張所屬信仰範圍。介於分化兩方之間的廣大中東歐地區由此成為長期交鋒地帶，德意志境內的各個分支修會遂成西方拉丁教會東進的主導力量，時或擔當起為神聖羅馬帝國歷代皇帝及封建諸侯向東擴張領地作護航的核心要角。
而在中世紀初期至高峰期之交的歐陸及德意志西部，存在著人口過剩壓力，經不起飢荒及貧困所苦的大批民眾出於尋求出路需要，而成為東移的另一重大緣由。與此同時當時中東歐各統治者也極力推崇接收移民政策，有意招徠運用德意志人帶來較先進的農工商礦技術，為提升其領土的經濟和稅源增長提供動力，對此甚至有提供各項奬勵及免稅優惠條件以吸引移民：從十二世紀波蘭皮雅斯特所屬的各地諸侯，到十三世紀的波希米亞普熱米斯爾諸任君主，以及匈牙利阿爾帕德歷任統治者，皆不餘遺力地大力招徠秉具專業技能的大批德意志移民入境，為他們國度裡的農業、商業、手工業、礦業，以及市鎮建造等內部拓展事業作貢獻。
而在1075年之後，薩利安王朝與羅馬教宗之間陷入持續百年的授神職權之爭，德意志境內一批新興領土諸侯趁勢興起，他們也利用起帝國皇權無暇顧及內政之際，大幅擴張政權勢力，為此戮力橫越易北河而向東擴張，佔據西斯拉夫領土以圖強化各自政權。至霍亨斯陶芬王朝結束及其後大空位時代，德意志各領主持續發展，形成諸如奧地利公國、波希米亞王國、勃蘭登堡侯國及邁森邊區伯國等不復可制的強大領土諸侯，東向拓殖也就成為諸領主擴張政策的重要一環。 由諸領主和教會雙重利益立足所起的東拓活動，也令易北河及薩勒河以東一系列馬克性質的軍事行政轄區，亦隨之建立——向異信仰社羣訴諸武力、德意志教會推行傳教及諸領主各自立足所推行的擴張活動，是整個移民運動背後錯綜複雜的而彼此交錯的動因。

## 中世纪早期

### 加罗林时期

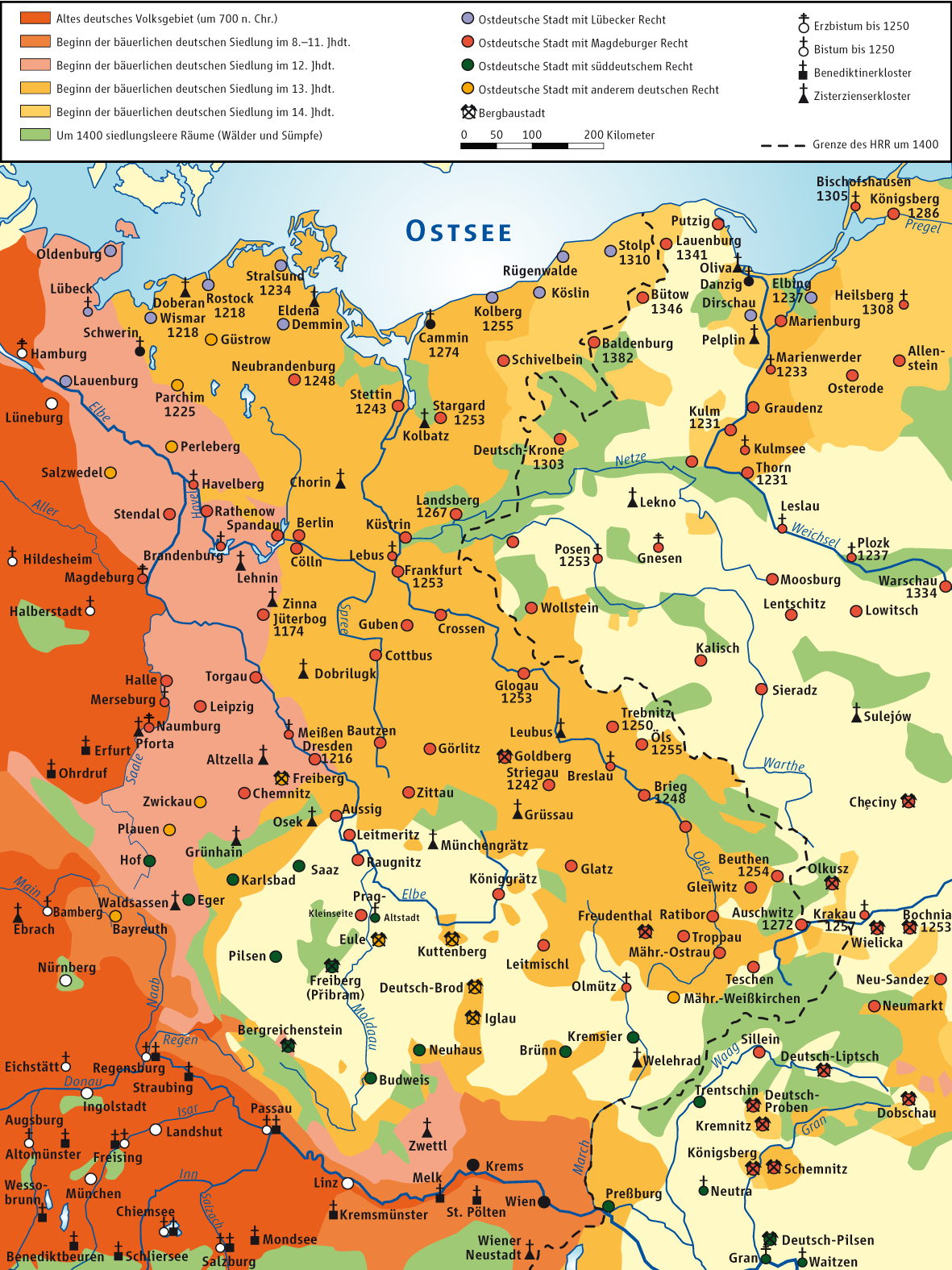
神聖羅馬帝國日耳曼东扩

生活在神聖羅馬帝國勢力範圍邊緣的斯拉夫人，被稱為文德人，也稱為易北斯拉夫。他們少有大型政治團體，大多是小團體，最遠擴張到東阿尔卑斯山、薩勒河、波希米亚和易北河。當法蘭克帝國擴張時，文德人部落有時被征服有時與法蘭克人聯盟（例如奧博特人部落，幫助法蘭克人打敗西萨克森人部落）。查理曼對本區域進軍，促使隨後發生了東向移民運動影響區域從北到南包跨:
- 丹麥边疆区，在艾德河和施莱里間區域建立一系列城堡，對抗丹麥日耳曼人和朱特人。
- 撒克森或訥德林根边疆区，目標艾德河和易北河之間今日被稱為荷尔斯泰因的區域，對抗奧博特人部落。
- 圖林根或索布人边疆区，目標薩勒河流域，對抗索布人部落。
- 弗兰肯边疆区，目標今日上弗兰肯行政区，對抗捷克人。
- 阿瓦爾边疆区，目標恩斯河和维也纳森林（隨後被稱為奥地利藩侯国），對抗阿瓦爾人。
- 潘諾尼亞边疆区，目標維也納東部。
- 卡倫坦尼亞边疆区。
- 弗留利-威尼斯朱利亞边疆区。

稍後奧托大帝發起另一波擴張

### 东法兰克和神罗时期
日耳曼人路易繼承了東部領土，東法蘭克，包括萊茵河以東和意大利北部的所有土地，大致相當於德意志幹部公國的領土，在第一任國王捕鸟亨利的領導下形成了一個聯邦（919至936）。生活在東法蘭西（自公元962年神聖羅馬帝國）範圍內的斯拉夫人，統稱為溫德人或“易北斯拉夫人”，很少形成較大的政治實體。他們寧願組成各種小部落，向西定居到從東阿爾卑斯山和波希米亞到薩勒河和易北河的一條線上。隨著東法蘭克王國的擴張，被東法蘭克人征服或與東法蘭克人結盟的各種文德部落，例如奧博特人，幫助法蘭克人擊敗了西日耳曼萨克森人。在11世紀和12世紀，東法蘭克和神聖羅馬帝國的國王將繼續沿襲加洛林王朝在帝國外圍設置行軍的傳統。
在日耳曼國王路易和卡林西亞的阿努爾夫統治下，第一批天主教平民定居者由法蘭克人和巴伐利亞人領導到潘諾尼亞（今布爾根蘭、匈牙利、斯洛伐克和斯洛文尼亞）的土地。
在一系列的懲罰行動中，西部的易北河、薩勒河、納布河和東部的奧得河、博伯河、奎薩河和伏爾塔瓦河之間的東北大片領土被征服，並在這些地區建立了邊境行軍。防禦工事被佔領並建造了新的城堡，由軍事單位加固以施加軍事控制和收集貢品。沒有平民定居者佔領這些土地。基督教化僅限於建立傳教教區，如呂貝克、勃蘭登堡或哈維爾貝格。教區教堂系統的發展僅發生在德國殖民者定居之後，始於12世紀下半葉。對已經被征服的地區的控制一再失去。983年的斯拉夫起義和1066年的奧博特人起義造成了特別嚴重的後果

### 983年斯拉夫人叛乱
983年，從易北河一直延伸到波羅的海的比隆和北邊疆區的波拉比安斯拉夫人成功地反抗了剛剛成立的神聖羅馬帝國的政治統治和基督教使命。儘管獲得了新的獨立，Obotrites、Rani、Liutizian和Hevelli部落很快面臨內部鬥爭和戰爭，以及來自東部新成立和擴大的皮亞斯特王朝（早期波蘭）國家的襲擊，丹麥從北方和西方的帝國，渴望重建她的行軍。該地區一直處於波拉比安部落的統治之下，直到12世紀都處於非殖民化和非基督教化狀態

## 中世纪中期

### 荷尔斯泰因和波美拉尼亚
自1124年以來，第一批佛蘭德人和荷蘭殖民者在艾德河以南定居，隨後在1139年征服了瓦格里的土地，1143年呂貝克成立，紹恩堡的阿道夫二世伯爵呼籲在東荷爾斯泰因定居。同年。
由於持續不斷的內部衝突和不斷的戰爭，獨立的溫迪什領土最終失去了提供有效軍事抵抗的能力。從1119年到1123年，波美拉尼亞入侵並製服了盧蒂奇地區的東北部。1124年和1128年，當時波蘭的附庸波美拉尼亞公爵瓦蒂斯瓦夫一世邀請班貝格主教奧托將其公國的波美拉尼亞人和柳提齊亞人基督教化。1147年，作為北方十字軍的一場戰役，溫迪什十字軍在薩克森公國展開，以奪回983年失去的行軍。十字軍還前往波美拉尼亞德明和斯德丁，儘管這些地區已經成功基督教化

### 勃兰登堡和梅克伦堡
在文德十字軍東征之後，1157年，熊阿爾伯特能夠在大約前北行軍的边疆区上建立和擴大勃蘭登堡侯爵領地，該領土自983年以來一直由赫維利和盧蒂奇部落控制。被叛亂的盧蒂奇部落佔領的哈維爾貝格主教區被重建，以將溫德人基督教化。
1164年，在萨克森公爵獅子亨利最終在維爾興戰役中擊敗了叛逆的奧博特人和波美拉尼亞公爵之後。Demmin和斯德丁的波美拉尼亞公國成為萨克森人的封地，Obodrite領地也成為梅克倫堡，以奧博特人的住宅首府梅克倫堡城堡命名。在獅子亨利與腓特烈一世皇帝的內部鬥爭失敗後，梅克倫堡和波美拉尼亞於1181年成為神聖羅馬帝國的封地

### 东萨克森边区
萨勒河以東的索布边疆区成立於9世紀。奧託一世國王在937年劃定了一個更大的區域——萨克森東部边疆区，包括易北河、奧得河和佩內河之間的領土。由哲罗边疆区管理。965年格羅死後，行軍被劃分為較小的部分：北行軍、盧薩斯行軍、邁森侯爵和蔡茨行軍。遊行隊伍由各種西斯拉夫部落組成，其中最大的是北部的波拉比亞斯拉夫人部落和南部的索布部落。
從12世紀開始，邁森和特蘭西瓦尼亞侯爵居住著德國定居者。從12世紀末開始，在波美拉尼亞、勃蘭登堡、西里西亞、波希米亞、摩拉維亞和奧地利東部建立了修道院和城市。在波羅的海，條頓騎士團於13世紀初建立了一個十字軍國家

### 利沃尼亚联邦
圣母之土是中世紀利沃尼亞或舊利沃尼亞（德語：Alt-Livland）的正式名稱，它是在利沃尼亞十字軍東征之後在包括當今愛沙尼亞在內的領土上形成的和拉脫維亞。它於1207年2月2日作為神聖羅馬帝國的公國成立，並於1215年被教皇英諾森三世宣佈為羅馬教廷的附屬國。
自1237年以來，中世紀的利沃尼亞首先由利沃尼亞的寶劍骑士团斷斷續續地由條頓騎士團的一個半自治分支（稱為利沃尼亞騎士團和天主教會）統治。特拉馬里亞納和里加市名義上的負責人是裡加大主教，是教會等級制度的頂峰。
1561年，在利沃尼亞戰爭期間，圣母之土不復存在。它的北部地區被割讓給瑞典帝國，並成為愛沙尼亞公國，其南部領土成為立陶宛大公國的一部分——因此最終成為波蘭立陶宛聯邦的一部分，成為利沃尼亞公國和庫爾蘭公國和塞米利亞公國。薩雷馬島成為丹麥的一部分。

### 該階段社會與人口數據背景
中世紀中期整個歐洲裡的諸政治及軍事事件，是有極大受到了大規模人口增長的影響；由十一到十三世紀這段時期，德意志王国人口當中的常居者，是由約莫四百萬增長到一千二百萬。在這段時期裡，中世紀中期的Landesausbau (內陸殖民性活動) 也一併出現了， 該時候的供耕作土地是相當多以犧牲森林地區為代價（而開墾出來）；儘管開墾到新的領土並建立起眾多新定居點，對應的需求仍未獲得滿足。另外一個因素是，當時未獲授繼承權的貴族後裔出現過剩情況，不過在第一次十字軍東征得到成功後，這一羣體便藉機在帝國的周邊地區牟取起新領土。
毋庸置疑在其時在中東歐是有「不計其數的德意志移民」，於移民/殖民化活動的最初階段一併傳播了德意志法律。同期一齊做出同樣貢獻的其他背景移民，包括了華隆人、猶太人、荷蘭人、弗拉芒人，還有較晚期的波蘭人是尤其於現代為烏克蘭的領土內（有前述傳播活動）。
位於現代瑞士領土內的瓦爾瑟人，在其向原古羅馬人常居區域進行移民的這一活動上，與東歐移民化活動是有共通處。時瓦爾瑟人移民離開了他們原在瓦莱的家園，而去到阿爾卑斯山脈高地 (位處意大利北部和格勞賓登)再建立了村落。

## 技術及農業發展

### 堤坝和排水系统
12世紀初，佛蘭芒和荷蘭定居者是第一批移民到梅克倫堡的人。在接下來的幾年裡，他們進一步向東移動到波美拉尼亞和西里西亞，向南移動到匈牙利，原因是他們已經基本發達的家鄉地區缺乏定居點以及幾次洪災和飢荒。
他們在建造堤壩和沼澤地排水方面經驗豐富且技術嫻熟，在易北河以東尚未開發的地區的定居點中，他們的需求量很大。通過創建一個網狀結構的較小排水溝，將土地排幹，這些排水溝將水排在主溝渠中。連接定居者個人農場的道路沿著這些主要戰壕延伸。
當地統治者大量招募荷蘭定居者，尤其是在12世紀下半葉。例如，在1159/60年，阿爾伯特熊授予荷蘭定居者佔領前斯拉夫定居點的權利。博紹的傳教士赫爾莫德在他的斯拉夫編年史中對此進行了報導：“最後，當斯拉夫人逐漸分散時，他（阿爾布雷希特）派往烏得勒支和萊茵河地區，以及那些靠海生活的人，他們在大海遭受了損失，荷蘭人、西蘭人和弗萊明人在那裡吸引了很多人，讓他們住在斯拉夫人的城堡和村莊里。

### 农业工具
在西方移民到來之前，斯拉夫人使用犁和農具。最古老的有意義的參考可以在斯拉夫編年史中找到，其中提到使用犁作為面積測量。
在12世紀和13世紀的文獻中提到了沒有模板的Ard。它撕開土壤並將土壤鋪展到兩側而不轉動它。因此，它特別適用於輕質和沙質底土。13世紀中葉，易北河以東引入了三場系統。這種新的耕作方法需要使用重型模板犁，將土壤深深地挖掘並在一次操作中將其翻轉。
兩種設備的不同操作模式也對種植區域的形狀和大小產生了影響。與一起工作的字段具有大致相同的字段長度和寬度以及方形底座。長方形底座的長田更適合使用模板犁，因為重型工具不必經常轉動。燕麥和黑麥的種植和栽培得到推廣，很快這些穀物成為最重要的穀物類型。使用模板犁的農民必須繳納雙倍稅費。

### 制陶业
陶工是最早定居在農村地區的工匠之一。典型的斯拉夫陶瓷是平底容器。隨著西方定居者的湧入，引入了圓形罐等新的容器形狀，包括硬燒工藝，提高了陶瓷質量。這種被稱為硬灰器的陶瓷在12世紀末在易北河以東廣泛傳播。到13世紀，它在波美拉尼亞廣泛製造，當時更先進的製造方法，如隧道窯，使陶瓷家居用品的大規模生產成為可能。鍋、壺、甕、碗等家居用品的需求量穩步增長，推動了新的銷售市場的發展。
在13世紀，釉面陶瓷被引入，粗陶的進口增加。技術和知識的轉移以多種方式影響新老定居者的生活方式，除了農業和手工業的創新外，還包括武器技術、文件和硬幣等其他領域。

## 移民地及人口等變動
東向移民潮所為中東歐帶來的，是一個極速的人口增長。十二到十三世紀以降，對應地區的人口密度也引人矚目地上升起來，這個一方面是由於移民潮的到來，另一方面也是在殖民化後原住民人口一併增長所疊加而成。定居點的出現是人口增長的初步誘因，譬如在以下地方，即奧得河、波美拉尼亞公國的東部，大波蘭、西里西亞、奧地利、摩拉維亞、普魯士和外西凡尼亞的西部，與此同時在中部與西部歐洲更多地方則是以原住民羣體為人口增長的主因。據相關研究，認為基於相對少量的中世紀信源，可以判定似乎當時至少在一些東中歐地區有出現人口的顯著增加，不過有關動因並未能確定多大程度上直接源自於移民，也未能確定多大程度上再受到農業生產力的提高及城鎮化加快所推進。與西歐相較，這些增長的人口大部分倖免於十四世紀的黑死病大流行所害。
伴隨德籍移民而來的有新的稅制。時既有的文德什一稅建基於村落規模而施行，而德意志的什一稅（制度） 則基於實際農作物的產出而實行。儘管移居者們在定居點建立起來後的首年度可以豁免部分稅負，不過基於前因，從而有較高的稅費是由定居者那而不是文德人那所徵收的。

### 市鎮發展及體系建立
當時日耳曼斯拉維察一帶的發展也是得益於新市鎮的建立，在那裡先前已建立起了斯拉夫堡寨城鎮，在這些地方即工事化據點 (gords)那裡，是由商業區組成了郊區。文德-斯堪的納維亞商人們於波羅的海沿岸是先建立起了眾多生產和交易設施 (百貨棧emporia) ，在諸如斯塞新這樣的大城鎮是有了將近9,000個常駐居民，克拉科夫則是成為了皮雅斯特波兰政體的首府，而弗羅茨瓦夫即已接受了市鎮和宗教層面的管治還有中央權威。然而，在十二世紀末以來它們是藉著新移民和領土擴張 (locatio civitatis)，再經歷了一輪持續蓬勃及發展。在如哈弗爾貝格那裡一樣為例，一旦有了一個教區的建立，就會引致市鎮也一同發展，儘管也如新勃蘭登堡為例，這類市鎮也可以是從零開始再建立。這些所創建市鎮的特徵，是具有幾何狀或柵欄狀的平面佈局，其內包含了眾多主要街道、相交軸線和一個中心交易場地。定居設施的不同發展階段會體現於雙城命名上，即如新城New town和舊城Old town這樣的稱呼。
在東向移民運動時期所建起的城鎮，被那個時代的人稱為自由市鎮 (civitates liberae) 或「新市鎮」。市鎮數目的迅猛增勢也引領起當時的中東歐城鎮化，同時這些新市鎮也與舊日定居點不同，體現於以下幾方面：
- 引入德意志城鎮法：此令市鎮自身享有了廣泛的行政和司法權限。市鎮居民亦享有個人自由和廣泛的財產權利，他們僅屬於市鎮內司法管轄下的臣民。市鎮所受予的特權被其他市鎮再復刻採用，某些時候是伴隨了對相關原法章節的低度變更：在波羅的海南岸，呂貝克法得到33個市鎮[28]跟法效仿；馬德堡法在勃蘭登堡一帶獲得效法，即現代的薩克森地區，還有盧薩蒂亞、西里西亞、波希米亞北部、摩拉維亞北部和條頓騎士團國；波希米亞南部是效法了紐倫堡法；布爾諾(Brünn) 法以維也納憲章形式，獲摩拉維亞效法；伊格勞 (伊赫拉瓦) 法獲波希米亞和摩拉維亞的採礦區效法[29]。除了基本的市鎮法例，還有一些效法是基於了被修正的市鎮憲章[29]。
- 引入永駐貿易集市：在新市鎮興起前的集市都是臨時性質的，市鎮居民在新市鎮固定下來後是得以自由買賣，而集市處所則成為了新市鎮的一個中心組成部分[30]。
- 佈局設置：新市鎮屬計劃城市，以其佈局設置通常都是規整樣貌[25]。

#### 聚居區
以下是東向移民運動中德裔移民聚集區域：
- 位於今日德國境內：勃兰登堡、梅克倫堡-西波美拉尼亞、萨克森、萨克森-安哈尔特、荷尔斯泰因
- 位於舊德意志帝國東部地區：波美拉尼亞、東布蘭登堡、東普魯士、西里西亞
- 蘇台德地區
- 特兰西瓦尼亚
- 喀尔巴阡山脉
- 波蘭
- 保加利亞
- 斯洛文尼亚

#### 城鎮法及特權
市鎮權利的授予是對吸引德意志定居者起了很重要的作用。當時的市鎮憲章是賦予新住民了特權，而既有的附有集市的外圍定居區則獲得正式市鎮憲章，並在此後即刻重建或擴張起來。就連較小的原住民聚居區也可同樣獲得這些新賦權限。當時不管既有的外郊定居區如何，勘界人是被委以職責，去建立全新的城鎮，其目標在於足夠可能地吸引更多移居者而新造諸多興盛的人口中心區域。

#### 德意志城鎮法的傳播
在諸多不同的德意志法之中，馬德堡法和呂貝克法是成為了多數市鎮效法的榜樣，而曾擔當起了最為重要的角色，這些在它們所服務的諸多新定居點那裡，通常是以或多或少的模刻形式所呈現的。其他具有過地區內重要地位的市鎮法例，包括有紐倫堡法，梅克倫堡法和伊格勞法。1188年的呂貝克法於十三到十四世紀期間，以樣板之身而效力整個波羅的海貿易區內將近百座城鎮 。 在十五世紀早期的時候據計有近350,000人是生活在呂貝克法的管轄之下。而源於大主教塞堡的維希曼所賦予特權的馬德堡法，首輪是傳入了勃蘭登堡、薩克森和盧薩蒂亞。 基於馬德堡模板的法例 (譬如庫爾默法和新市場法) 則傳到了西里西亞、波蘭、條頓騎士團國、波希米亞、摩拉維亞和其他更遠的地方。

## 后续

### 运动的终止
东向移民运动沒有明確的原因，也沒有明確的結束時間。然而，在1300年之後可以觀察到定居運動的放緩，在14世紀，只有少數有講德語的殖民者參與的新定居點被建立。對东向移民运动結束的解釋必須包括各種因素，而無法清楚地權衡或區分它們。從1300年左右開始的氣候惡化為“小冰河期”，即始於14世紀中期的農業危機。在1347年瘟疫造成的人口衰退之後，已經發生了深刻的破壞過程。如果可以在這裡建立明確的聯繫，那麼东向移民运动的結束將被理解為14世紀危機的一部分。

### 20世纪
20世紀的戰爭和民族主義政策嚴重改變了中歐和東歐的民族和文化構成。第一次世界大戰後，在重組後的波蘭，德國人被迫離開波蘭走廊、上西里西亞東部和波茲南。二戰期間，納粹發起了納粹-蘇聯的人口轉移，消滅了波羅的海德國人、德國人在比薩拉比亞等人的舊定居點，將他們重新安置在未來被佔領的波蘭領土上。
二戰期間為他們騰出了空間，根據納粹的生存空間概念，根據東方總計劃驅逐波蘭人並奴役這些斯拉夫人和其他斯拉夫人。為了強調德國的領土要求，並展示德國對非日耳曼民族的所謂優越性，他們在那個時代的文化、城市和科學成就被破壞、拒絕或呈現為德國人。儘管這一旨在將中歐和東歐完全重建為德國殖民地的宏偉計劃的進一步實現因戰爭的輪到而受阻，但還暗示了驅逐200萬波蘭人和在吞併領土上定居的開始到1944年。 
波茨坦會議——美國、英國和蘇聯領導人之間的會議——批准將德國人驅逐出捷克斯洛伐克、波蘭和匈牙利。隨著紅軍的推進和納粹德國在1945年的失敗，中歐、東歐和東中歐的種族構成發生了根本性的變化，幾乎所有的德國人都被驅逐出整個中歐和東歐的所有蘇聯佔領的德國定居點，但也來自奧得河-尼斯線以東的前帝國領土，主要是西里西亞、東普魯士、東勃蘭登堡和波美拉尼亞省。蘇聯成立的波蘭人民共和國吞併了大部分土地，而東普魯士的北半部被蘇聯佔領，成為加里寧格勒州，俄羅斯蘇維埃社會主義共和國的飛地。前德國定居點由各自繼承國家的少數民族公民重新安置（前蘇台德地區的捷克人和西里西亞和波美拉尼亞的波蘭人）。然而，在東西德隆期間定居和日耳曼化的一些地區仍然構成現代德國的東北部，例如梅克倫堡-前波莫瑞州、勃蘭登堡州、薩克森州的聯邦以及荷爾斯泰因州（石勒蘇益格-荷爾斯泰因州的一部分）的薩克森石灰岩東部。
構成現代德意志帝國和奧地利帝國東部省份的中世紀殖民區在20世紀初估計有3000萬德國人居住。德國政治邊界向西撤離，首先是在1919年，但實質上是在1945年，隨後大約1500萬人被遷移到今天的德國和奧地利邊界內重新定居。只有最古老的12世紀和部分13世紀的殖民區在語言和文化上仍然是德語，它們位於1990年前的東德和奧地利東部的領土內。

## 相關組織

### 漢薩同盟
13至17世紀，波羅的海貿易被漢薩同盟所主導，聯盟是由說低地德语德裔城鎮中貿易公會組成的軍事聯盟，組成目的是為了保障在波羅的海（部分延伸至北海）的貿易壟斷權。

### 條頓騎士團
由13世紀後半葉至15世紀期間，條頓騎士團統治普魯士地區，使得更多日耳曼移民至普魯士，以但澤和柯尼斯堡為中心的移民聚落一直是神聖羅馬帝國領土外最大的德裔社區，直至1871德意志帝國將此區域併入疆界